# 御食国
御食国（みけつくに）は、日本古代から平安時代まで、贄（にえ）の貢進国、すなわち皇室・朝廷に海水産物を中心とした御食料（穀類以外の副食物）を貢いだと推定される国を指す言葉。
律令制のもと租・庸・調の税が各国に課せられたが、これとは別に贄の納付が定められていたと考えられる。『万葉集』にある郷土礼讃の歌に散見され、『延喜式』の贄の貢進国の記述、平城京跡から出土した木簡の記述などから、若狭国・志摩国・淡路国などへの該当が推定されている。

## 概要
塩や鰒（アワビ）、海草などの海産物は、神事の際などに貢がれる神饌として古くから用いられた。またこれら海産物が豊富に捕れる地域の支配が、地域の権力者によって重要な政治的意味を持ったことは十分に想像できる。
贄の貢ぎが史料として現れるのは、日本書紀の大化の改新の詔の其の四のところで、「凡その調の副物の塩と贄（にえ）とは、亦（また）郷土（くに）の出せるに随へ」とある。実際、藤原京・平城京の発掘調査から多数の木簡が出土しており、これら木簡のほとんどは都に税として納められた物品を示す記述であった。
木簡の記述には納められた物品の名前とともに貢ぎ先の国名、郡名が記され、それが何の税にあたるか、すなわち租・庸・調の文字が記されている。一部の木簡は租・庸・調ではなく、贄や御贄（みにえ）、大贄（おおにえ）の文字を見つけることができる。
また贄を納める義務を負ったものを贄人と呼んだが、贄を納めることで調などが一律に免除されたかどうかは断定できない。しかし神饌の意味する本来の自発的に土地の海産物を神々に貢進したというものから、首長（天皇）に贄を奉じこれを首長が食べることで贄の取れた土地を支配していることを誇示する儀式となった。さらに贄は律令制の下で税のように強制的な収奪へ変化したことが窺える。
大宝律令および養老律令においては、贄の貢ぎに関する記載は見当たらない。しかし『延喜式』には、御食国による贄として貢ぐ内容が詳細に記述されている。
『延喜式』によると、宮内省の内膳司（皇室、朝廷の食膳を管理した役所）の条に、「諸国貢進御贄」、「諸国貢進御厨御贄」などの項目がある。この項には各国に割当てられた食材をそれぞれ毎月（旬料）・正月元旦や新嘗祭などの節日（節料）・年（年料）に一度というように内膳司に直接納めることが規定されていた。

## 若狭国の状況
『延喜式』によると、若狭国は10日毎に「雑魚」、節日ごとに「雑鮮味物」、さらに年に一度「生鮭、ワカメ、モズク、ワサビ」を御贄として納めることが定められている。
また、上述の藤原京跡や平城京跡より発掘された木簡から、調は絹や麻などの糸や布で納められることが一般的だったことが判っているが、若狭国では塩により調が納められていた。
若狭には8世紀以降使用されていたと思われる製塩施設が、船岡遺跡・岡津遺跡（旧大飯郡）などで発見されている。これらの製塩施設は大規模で、周辺住民が日々に使用する塩を作るためというより、時の権力による強制力により労働力が集められて、製塩が行われたと考えられている。
若狭国の地理的特長を見ると、海岸線はリアス式海岸で複雑に入り組んでおり、対馬海流の影響で海産物に恵まれている。一方で平野部は狭く限られており、田畑の面積は少ない。また、若狭国は、8世紀に置かれた郡は遠敷郡、三方郡の2郡であり（9世紀に大飯郡が遠敷郡から分離して3郡に）、近国で一国二郡は志摩国、淡路国とあわせて3国しかなかった。このように田畑の少ない場所が国単位として成立していたことは、皇室・朝廷にとって特殊な場所であったと推定される。

## 志摩国の状況
『延喜式』によると、志摩国は10日毎に「鮮鰒（なまのあわび）、さざえ、蒸鰒（むしあわび）」を納めることが定められていた。また節日ごとに「雑鮮の味物」の献上も定められていた。
平城京跡から発見された木簡に「志摩国志摩郡」の表記が見られ、当初は志摩国は一国一郡であったと推定される。その後の『延喜式』では答志郡、英虞郡の二郡である。田畑はわずかで、口分田として尾張国、伊勢国にあった田が志摩国に割当てられている。先に述べた若狭と同様にこのような小国の成立は、小島が点在した地理的条件とともに、政治・宗教的な特殊事情があったと推定される。
以下でも述べるように、志摩国と内膳司を支配していた高橋氏との間に特殊な関係を指摘する意見がある。また平城京の木簡からは志摩国の贄を納めた氏族として大伴部の名前が多く見つかっている。

## 淡路国の状況
『延喜式』によると、淡路国は旬料・節料として「雑魚」を贄として納めることが記載されている。以下でも述べるように、淡路国は海人（あま）を束ね、高橋氏と同様に内膳司の地位を争った阿曇氏が支配していた地域であった。また若狭国・志摩国と同様に田畑が少ないにもかかわらず一国として成立していた特殊性を見ることもできる。
これらの贄は、都へは上り、下りとも7日間を要したとある。陸路より日数が掛かっており、運搬は船を使って平安京に運ばれたと考えられる。

## 膳氏との関連
膳氏（かしわでうじ）は皇室や朝廷の御饌（みけ）を担当した伴造氏。後になり高橋氏と改めた。膳氏の出自を示した『高橋氏文』には、景行天皇が東国に行幸したおりに、安房国にて磐鹿六雁命（いわかむつかりのみこと、膳氏の始祖とされる）が蛤を捕り、天皇に料理をして献上したところ、天皇の子孫代まで御食（みけ）を供するよう膳臣を授かったという記述がある。
『高橋氏文』そのものが高橋氏の正統性を誇示する目的と考えられるため、全てを史実として受け入れることは困難である。しかし、膳氏（高橋氏）が6世紀には膳職の伴造の地位につき、東国とのゆかりが深いとする説が有力である。
『高橋氏文』には始祖の磐鹿六雁命が死去した際に、「稚桜部」（わかさくらべ）の号が送られたとの記述がある。若狭の地名は「稚桜部」が由来であるとする説があり、若狭国との関係も窺える。実際に福井県の膳部山は膳氏の名前が由来であると言われ、膳部山周囲に多数の前方後円墳が残る。このため、一部では膳氏は5世紀から6世紀には若狭周辺の支配者であったとする説が支持されている。なお、若狭国造は膳氏と同じく阿倍氏同族である。
また8世紀以降で高橋人足、高橋子老、高橋安雄の三名が若狭国の国司に任命されており、律令制成立以後は、内膳司が直接支配した地域である。しかし高橋氏文の信憑性の程度とともに、膳部山の記載は江戸時代に初めて登場し、膳氏と膳部山との関連性は低いと主張する説もある。
一方、高橋氏は、幾つかの例外を除き、奈良時代から平安時代と長期にわたり志摩国の国司を世襲している。律令制下の一氏族による国司世襲は、きわめて例外的であった。志摩国の国司と内膳司が兼任していたことは、志摩国が御贄を貢ぐことを義務付けられていた「御食国」だったことを示しているといえる。

## 阿曇氏との関連
阿曇氏（あずみうじ）は安曇氏とも記し、律令制の下で、高橋氏とともに内膳司の奉膳の職を世襲した。膳氏とは逆に瀬戸内海、壱岐など西国に影響力をもち、淡路島や小豆島などの海人、海部を支配していたとも言われる。一方で応神記に「海人が騒ぎをおこしたため、安曇連の祖・大浜宿禰を遣してこれを鎮撫し、海人の宰（みこともち）となる」というような内容もある。
若狭国や志摩国と膳氏との関係は、淡路国と阿曇氏との関係にも見て取れるという説も同様になされている。また768年に阿曇氏の阿曇石成が若狭国守を務めている。これは高橋氏との権力争いとともに、道鏡との関連が指摘されている。

## 海人・海部との関連
阿曇氏が海人を束ねる地位にあったことはすでに述べた。また膳臣配下の膳大伴部も、志摩国の海人・海部を支配していたと考えられる。

## 万葉集での記述
万葉集の歌の中に「御食国」（「御食津国」、「御食都国」とも）が確認できる。それぞれ伊勢国（読み人不明）、志摩国（大伴）、淡路国（山部）など、その土地を賛美した歌となっている。天皇がその国・土地を賛美するということは、すなわち該当地域の支配を暗示したものである。贄を貢がせてこれを食べることで贄の産地たる河川・山・海の支配を儀式的に示したものと同様のものと考えられている。

## 御食国の研究
『若狭国』・『志摩国』・『淡路国』と万葉集にみる御食国への推定と、御食国が皇室・朝廷にとって特殊であるという説は、狩野久の研究によるところが大きい。推定の根拠をまとめると以下の3点である。
- これらの国が田畑の少なさにもかかわらず一国として成立していた
- 海産物が豊富にとれ、中央政府のあった畿内に地理的に近い
- 膳氏（高橋氏）や阿曇氏（安曇氏）との関わりが深い

しかし、平城京から発見されている木簡や『延喜式』で贄を納めることを義務付けられていた国は、信濃国、下野国など内陸で比較的畿内より遠い国もある。また、海産物以外の山野での収穫物や農作物に関する研究も今後すすめる必要が指摘されている。

## 現在の御食国
かつて御食国だった地域では、「御食国」という言葉を一種のブランドとして観光振興に使用している。2006年10月6日には、「御食国」の歴史を持つ以下の6つの自治体が集まり、「御食国サミット」の初会合が開かれた。
- 小浜市（福井県）
- 伊勢市（三重県）
- 鳥羽市（三重県）
- 志摩市（三重県）
- 南伊勢町（三重県）
- 洲本市（兵庫県）